# علي محمد إبراهيم
السيد علي محمد حسن آل إبراهيم (1911 - 1981)، أديب وشاعر ومؤلف لبناني، له كتابات في الأدب والشعر والنقد والتاريخ الإسلامي.

## ولادته ونشأته
ولد في بلدة أنصار العاملية (في قضاء النبطية) وذلك في العام 1911، وكان جده لوالده قد أسس مدرسة دينية في بلدته وقد تولاها والده بعد وفاة جده.

تلقى علومه الأولى في كتاتيب البلدة، وعندما بلغ الرابعة عشرة من عمره سافر إلى النجف وتابع تحصيله فيها وأخذ عن أساتذتها علوم اللغة والبلاغة والبيان والمقدمات. ثم ما لبث أن عاد قبل إكمال دراسته إلى جبل عامل وتابع دراسته على والده في المنطق والأصول والفقه.

## عمله
عُيّن في بادئ الامر مدرّسا دينيا في إحدى مدارس النبطية الرسمية، وكتب في العرفان مقالات في الأدب والشعر، كما قدّم برنامجا أدبيا في الإذاعة اللبنانية، وبعد فترة من عمله في التدريس تم تعيينه موظفا في المحكمة الجعفرية العليا وذلك عام 1943 ميلادي.

## نتاجه الادبي والشعري
كتب في العديد من المجلات الأدبية وعلى رأسها العرفان، كما وأصدر جملة من المؤلفات منها:
- في رحاب الإمام علي - 1977
- شعراء من بلادي - 1968
- شعراء من لبنان - 1964
- في رحاب سيد الشهادء - 1978
- أعلام الشعر والأدب - 1974

## وفاته
توفي في بيروت في العام 1981 ودفن في مسقط رأسه أنصار.

## وصلات خارجية
ترجمة علي محمد إبراهيم في معجم البابطين